# Glynis Johns
Glynis Johns (Pretoria, 5 oktober 1923 – Los Angeles, 4 januari 2024) was een Welsh actrice, pianiste, danseres en zangeres.

## Levensloop
Glynis Johns werd geboren in het Zuid-Afrikaanse Pretoria. Haar vader was de Britse acteur Mervyn Johns. Haar neef was de Britse rechter John Geoffrey Jones.
In 1938 maakte Johns haar filmdebuut in South Riding. In 1944 speelde ze met haar vader in Halfway House. In 1948 speelde ze de hoofdrol in Miranda, waarin ze een zeemeermin vertolkte. In de jaren vijftig ging ze haar succes beproeven in Hollywood. Zo speelde ze onder meer in The Court Jester in 1956 en in Mary Poppins in 1964. Johns speelde ook in tv-films en in musicals. Haar laatste film speelde ze in 1999, als grootmoeder in de film Superstar. 
Johns was viermaal getrouwd, onder meer met acteur Anthony Forwood (1915-1988) en piloot David Foster (1920-2010). Ze heeft één kind, de acteur Gareth Forwood (1945-2007). Ze sleet haar laatste jaren in het Motion Picture & Television Country House and Hospital.
Johns overleed op 100-jarige leeftijd.

## Filmografie (selectie)
- 1941 - 49th Parallel (Michael Powell)
- 1944 - The Halfway House (Basil Dearden)
- 1945 - Perfect Strangers (Alexander Korda)
- 1947 - Frieda (Basil Dearden)
- 1947 - An Ideal Husband (Alexander Korda)
- 1948 - Miranda (Ken Annakin)
- 1950 - State Secret (Sidney Gilliat)
- 1951 - No Highway in the Sky (Henry Koster)
- 1951 - Appointment with Venus (Ralph Thomas)
- 1952 - The Card (Ronald Neame)
- 1953 - The Sword and the Rose (Ken Annakin)
- 1954 - The Weak and the Wicked (J. Lee Thompson)
- 1954 - The Seekers (Ken Annakin)
- 1954 - The Beachcomber (Muriel Box)
- 1954 - Mad About Men (Ralph Thomas)
- 1955 - The Court Jester (Norman Panama en Melvin Frank)
- 1956 - Looser Takes All (Ken Annakin)
- 1956 - Around the World in Eighty Days (Michael Anderson)
- 1959 - Shake Hands with the Devil (Michael Anderson)
- 1960 - The Sundowners (Fred Zinnemann)
- 1962 - The Chapman Report (George Cukor)
- 1963 - Papa's Delicate Condition (George Marshall)
- 1964 - Mary Poppins (Robert Stevenson)
- 1965 - Dear Brigitte (Henry Koster)
- 1994 - The Ref (Ted Demme)
- 1995 - While You Were Sleeping (Jon Turteltaub)

- Bibsys: 5009045
- Biblioteca Nacional de España: XX1546452
- Bibliothèque nationale de France: cb138956689 (data)
- Gemeinsame Normdatei: 135171237
- International Standard Name Identifier: 0000 0000 5514 6294
- Library of Congress Control Number: n83217410
- MusicBrainz: 35b4d9cc-918a-4496-9b9b-52fac536fbec
- Nationale Bibliotheek van Tsjechië: xx0312803
- Nationale Bibliotheek van Israël: 987007322371505171
- Nationale Bibliotheek van Polen: a0000001696444
- Nederlandse Thesaurus van Auteursnamen: 127508503
- Réseau des bibliothèques de Suisse occidentale: 02-A011089080
- SNAC: w62s78p9
- Système universitaire de documentation: 160772745
- Virtual International Authority File: 56796565
- WorldCat: E39PBJfxc7Vmm9tb7VdyqhJJjC